# Land Warrior

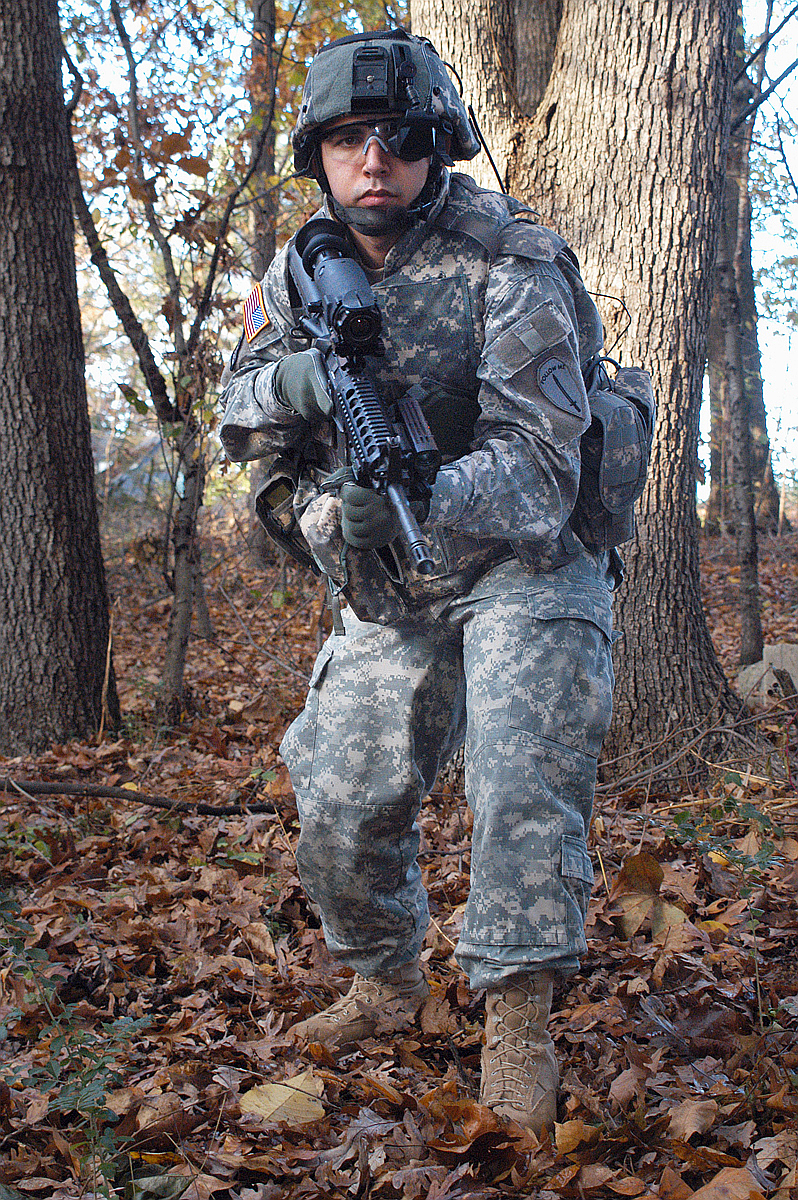
Landwarrior

Land Warrior var ett program inom USA:s armé, avbrutet 2007, och återupptaget 2008 som använde en kombination av kommersiell, off-shelf-teknologi (COTS) och nuvarande militärutrustning och utrustning i syfte att:
- Integrera handeldvapen med högteknologisk utrustning;
- Tillhandahålla kommunikation, kommando och kontroll på infanterisoldatens nivå;
- Se den enskilda infanterisoldaten som en komplett enhet snarare än som en del av en större styrka.

Trots att den teknisk utveckling länge varit en prioritet för Förenta staternas krigsmakt, hade mycket lite av tekniken faktiskt integrerats i infanterisoldatens utrustning. Med växande oro för strid i bebyggelse och strider till fots erkände USA:s armé behovet av att uppgradera infanteristens utrustning. Land Warrior-programmet användes av många bärbara datorkoncept och maximerade befintlig teknik för att korrigera de flesta begränsningarna för den enskilde infanterisoldaten på kort sikt.
US Army fullbordade testningen av SI (Stryker Interoperable) versionen av systemet i november 2004. På grund av begränsade resurser och problem med systemets totala vikt ställdes Land Warrior in av armén i februari 2007, men startades om i juli 2007. Trots att det ursprungliga systemet avbröts skickades 4:e Stryker Brigade Combat Team (SBCT) till Irak som en del av USA:s truppökning våren 2007 och använde då Land Warrior, som de hade utbildats för de senaste åren.
Systemen och tekniken i Land Warrior-programmet kom att infogas i programmet Future Force Warrior, och armén har utvecklat Nett Warrior-systemet för att ersätta Land Warrior som nästa soldatnätverksprogram.
Internationellt finns det flera liknande utvecklingsprogram, däribland IdZ (Tyskland), FIST (Storbritannien), Félin (Frankrike), Land 125 (Australien), MARKUS (Sverige), Soldato Futuro (Italien), IMESS (Schweiz), Projekt TYTAN (Polen), FINSAS (Indien) och ACMS (Singapore), Ratnik (Ryssland), SARV (Iran).

## Historia
En amerikansk armésoldat visar Land Warrior, Integrated Fighting System i Fort McPherson i Georgia i juni 2001. Systemet består av ett globalt positionssystem inom ett dator / radiosystem.
Det ursprungliga Land Warrior-programmet, med annat namn, gjordes av General Electric i Moorestown, New Jersey cirka 1989, som en prototyp med avsikt att så småningom minska storlek och vikt i framtida faser. Sedan i mitten av 1990-talet var namnet Land Warrior ursprungligen hanterat av en division av Hughes Aerospace, som senare förvärvades av Raytheon Company. (Soldatradiokomponenten av Land Warrior skulle levereras av divisionen Integrated Information Systems of Motorola.
Tidiga demonstrationsversioner av LW-systemet använde programvara skrivet i Ada-programmeringsspråket som körs på en Unix- plattform. I januari 1999 överfördes utvecklingsarbetet i ett försök att minska utvecklingskostnaderna och påskynda programmet till ett multiföretagsteam som organiserades av Exponent (NASDAQ : EXPO), ett verkstadsföretag med huvudkontor i Silicon Valley.
En intensiv omformning av systemet följde, och både den inbyggda firmware och applikationsprogramvaran skrevs om från början. Många av COTS- hårdvarukomponenterna köptes (bokstavligen "från hyllan") hos Fry's Electronics, kedjan Silicon Valley. Cirka 100 prototyper av Land Warrior-enheter byggdes och framgångsrikt demonstrerades i september 2000 av en amerikanska armépluton som släpptes in i en stor krigskampövning i Fort Polk i Louisiana.
Dessa initiala prototypenheter, utrustade med Land Warrior v0.6, byggdes runt en PC / 104- datorplattform som körde Microsoft Windows. Systemet använde CAN- bussprotokollet på det trådbundna PAN (personligt nätverksnätverk). Kommunikationsundersystemet byggdes med hjälp av Windows CE som kördes på en StrongARM- plattform, och det trådlösa nätverksprotokollet var IEEE 802.11. Under Fort Polk-träningen demonstrerades preliminär driftskompatibilitet med traditionella militära radionät för LW v0.6, med hjälp av en tvåvägs SINCGARS- kompatibel gatewayradio.
Fort Polks övning framgångar inriktades på programmet, och ytterligare finansiering tilldelades för nästa fas av LW-utvecklingen. Ett "Land Warrior Consortium" bildades av flera av de upphandlande företagen, med målet att designa och bygga det första fältstyrda LW-systemet, betecknat LW v1.0, senare LW-IC (Land Warrior - Initial Capability). De grundläggande Windows- och WinCE-plattformarna behölls, och en ny hybrid-PAN konstruerades, som gällde både USB- och FireWire- protokoll. En modifierad version av IEEE 802.11-protokollet antogs, vilket gav olika förbättringar för COMSEC och informationssäkerhet, mobil ad hoc-nätverk (MANET) och stöd för multi-hop- paketdirigering.
2003 utvecklades en variant av LW-IC-systemet för att integrera funktionerna i CombatID System (CIDS) - en form av IFF (identifieringsvän eller fiende) som är utformad för att minska potentialen för vänliga brandincidenter. Denna version, betecknad LW-CIDS, har framgångsrikt visats i interoperativa tester med flera andra CIDS-utrustade enheter på Moffett Field, Kalifornien.
Landkrigare som används av en amerikansk armésoldat från 4:e bataljonen, 9:e infanteri i Irak i juli 2007.
När Land Warrior-programmet mognades blev det tydligt att dess framgångsrika utplacering skulle hänga betydligt på batteriets nyckelfaktor. Behovet av att kontinuerligt återupplösa (eller ladda) LW-batterier visade sig vara en stor logistisk utmaning. Detta var en av de drivande faktorerna bakom beslutet att flytta ifrån en tidigare plan för att i första hand utrusta luftburna arméenheter, som i Fort Polk-träningen, och att fokusera istället på dem som använder Strykes markfordonssystem. Denna senare tillvägagångssätt skulle möjliggöra att fler LW-batterier distribueras och / eller laddas efter behov.
Kontraktet för utveckling av Land Warrior-Stryker Interoperable (LW-SI) -versionen av systemet tilldelades 2003 till ett industrigrupp som leddes av General Dynamics och inkluderade de flesta av de befintliga Land Warrior Consortium-företagen. Vid ungefär samma tid upphörde vidareutvecklingen av det befintliga LW-IC-systemet och tillverkningsplanerna för det hölls på obestämd tid. Landkrigskonsortiet formellt upplöstes och arbetet påbörjades på det nyfokuserade LW-SI-programmet.
I september 2006 utbildades den 4:e bataljonen, 9:e infanteritegimentet och utvärderade LW-SI-systemet.  Systemet genomförde framgångsrikt utvärderingen, som grundades på JCIDS-vägledning (Joint Capabilities Integration and Development System) och mottog testimonials från enheten. Finansieringen för ytterligare systemutveckling under Land Warrior-programmet avbröts emellertid i februari 2007, även om 4-9 infanteri distribuerades till Irak och utnyttjade LW-SI-systemet i stor utsträckning. Land Warrior-programmet återställdes sedan. Detta var den sista försöksfasen innan det centrala beslutet fattades om den övergripande framtiden för bärbara soldatsystem, inklusive Future Force Warrior. Beslutet fattades 2011 för att fortsätta programmet.

## Beskrivning
Land Warrior har tre prioriterade mål:
- Förbättra dödligheten hos en enskild soldat
- Ökad överlevnad av en soldat
- Ge fullständig kommando, kommunikation och kontroll till en soldat

Land Warrior har sju huvudsakliga delsystem:
- Vapen
- Integrerad hjälmmontering
- Skyddskläder och utrustning
- Dator
- Navigering
- Radio
- Programvarusystem

Senare funktioner i Land Warrior-systemet inkluderade:
- tillhandahålla demonterad soldatbekämpningsidentifiering för lokaliserad medvetenhet och strömuppladdning för att minska "friendly fire" incidenter
- Commanderens Digital Assistant ledningsplaneringsverktyg
- Vikt och energi-minskning
- Skalbarhet och skräddarsydd för operativa uppdrag

## Vapen
En amerikansk armé soldat visar Landwarrior på Rayburn House Office Building i Washington, DC i juni 2007.
Det ursprungliga systemet byggdes runt M16- eller M4-karbinen, båda med modulära rälsfästen för att möjliggöra anpassning efter behov för varje uppdrag. Det inkluderade själva vapnet, plus komponenter som en dagsljusvideo, synvinkel och MFL (Multi-Function Laser). MFL tillhandahöll serie- och riktningsinformation, liksom IR, synliga och MILES-lasrar, medan kamerorna tillhandahöll en videomatning och termografisk kapacitet, plus att en soldat skjuter runt hörn eller bakom omslaget utan att faktiskt utsätta sig för fiendens eld. Detta är mycket effektivt för att bekräfta dödar utan att exponera sin position.

## Hjälm
Hjälmsubsystemet (HSS) kombinerade en lättviktig avancerad hjälm med en dator och OLED- skärm som tillhandahöll olika uppgifter från digitala kartor och trupplägen ner till sin vapenmonterade videokamera. Det här skulle ha gjort det möjligt för soldaten att se (och eld) runt hörnen. HSS-enheten har också en mikrofon och ett headset.

## Pansar och skydd
Systemet Interceptor Body Armor och Modular Lightweight Load-Bearing Equipment (MOLLE) bärande system som för närvarande är i tjänst med US Army idag är delvis ett resultat av Land Warrior-programmet.

## Dator
Datorsubsystemet (CSS) tillhandahöll bearbetningskapaciteten och lagringskapaciteten för systemet. CSS bygger på en ARM XScale- processor. CSS ansluts till var och en av LRU: erna såväl som batterierna.

## Navigering
Navigation Subsystem (NSS) tillhandahöll positionsinformation, den integrerar en GPS- mottagare och en Dead Reckoning Module (DRM) som upprätthåller exakt plats när GPS-signalen blir otillgänglig.

## Radio
Kommunikationsnätverksradio-delsystemet (CNRS) tillhandahöll kommunikationsmöjligheter för landkrigaren. CNRS är baserad på EPLRS.

## Programvara
Land Warriors mjukvarusystem drivs av en variant av Linux operativsystemet och har en modulär öppen arkitektur för ytterligare förbättringar. Tillförlitligheten i den senaste testningen vid Fort Benning har varit extremt hög. Programvarusuppen Land Warrior innehåller sex huvudpaket för vapen och data.

## Stryker Interoperable Vehicle Kit
En nyckelfunktion för landskrigarens utvecklingsarbete var driftskompatibiliteten med Stryker-familjen av stridsfordon, uppnådda genom ett Stryker Vehicle Integration Kit eller VIK.
Landkrigare monterade i Stryker-fordonet skulle ges röst-, data- och strömanslutning genom en navelkoppling, som en förlängning av den enskilda soldatens personliga nätverk. De monterade landkrigarna skulle ha förmåga att kommunicera röst och data med varandra, fordonsbesättningen, landkrigare utanför fordonet och andra Land Warrior-enheter monterade i andra Stryker-fordon. Kommunikationer med fordonsbesättningen skulle uppnås genom gränssnitt till fordonets intercom-system.
Avlastade Landwarrior-soldater, när de befann sig inom kommunikationsområdet för sitt Stryker-fordon, skulle ha samma röstanslutning och Army Battle Command System-kompatibilitet som den monterade Land Warrior.
Vehicle Integration Kit (VIK) utvecklades spiralt för att hantera utvecklingsrisken. Den första spiralen producerade tidiga VIK-prototyper som används för att validera fysiska integrationsmetoder i olika fordonskonfigurationer. Det demonstrerade också Land Warrior-soldatens röstanslutning med Stryker-besättningsmedlemmar i och runt fordonet via Vehicle Intercom System.
Det fanns planer på att integrera Boomerang Mobile Shooter Detection System på Stryker-fordonet som en del av Land Warrior-systemet.

## Programresultat
Land Warrior var det första amerikanska arméns soldatnätverk som användes i strid sedan det nätverksbaserade soldatbegreppet började 1989. 229 Land Warrior-ensembler användes av det fjärde bataljonen, 9:e infanteriregimentet till Irak från maj 2007 till juni 2008. En Stryker-brigad senare deployerad med systemet till Afghanistan och Land Warrior förblev i bruk fram till våren 2012. Armén byggde på Land Warrior med Ground Soldier System (GSS) som efterträdare, ett avancerat demonterat soldatintegrerat system för medvetenhet som gick in i teknikutveckling i februari 2009. GSS Increment 1 döptes till Net Warrior i juni 2010 efter medlidande av mottagare Robert B. Nett (även om termen "Nett" ofta har tolkats som en reflektion av dess taktiska nätverksfunktioner). Nett Warrior visades först våren 2011, som då i huvudsak var Landkrigssemblemet med 10 pund med lite förbättrad ytterligare programvara. Senare iterationer fokuserade på en handhållen lösning som integrerade en kommersiell handhållen skärmanordning med Rifleman-radion, förenklar systemet och minskar vikten till 1,3 kg. Nett Warrior använder förbättrade smartphones, med olika modeller under utvecklingens utveckling, inklusive Motorola Atrix, Samsung Galaxy Note I och Samsung Galaxy Note 2.